# Tangia

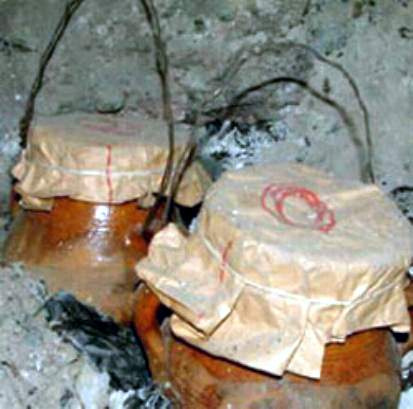
Panelas de tangia em cinzas num forno

Tangia, também designado guisado de estudantes ou chili berbere, é um prato típico da cozinha marroquina, muito ligado à  berbere. O termo tangia designa igualmente a panela de barro com forma característica onde é confecionado o prato.
É um guisado com vários pedaços de carne, em geral de borrego, sobretudo da perna, temperado com Açafrão-da-índia (que he dá a coloração amarela) e cominhos.  Algumas receitas incluem a mistura de especiarias ras el hanout entre os seus ingredientes. O prato é cozinhado no forno, numa panela que também se chama tangia. A panela é posta num forno subterrâneo, entre as cinzas da lenha suada para o aquecer, onde coze lentamente durante vária shoras (7, 8...). Habitualmente, a panela é preparada em casa e depois é levada a um forno público, originalmente a um forno dos hamames. O recipiente é é coberto com um papel grosso com o nome do proprietário.
As variedades mais conhecidas de tangia são as de Fez e as de Marraquexe. Nesta última cidade, é uma especialidade tradicionalmente preparada por homens durante as suas reuniões.
Alguns estudiosos de gastronomia sugerem que a tangia está na origem do chili com carne da cozinha tex-mex, devido aos imigrantes originários das Canárias (onde se fazem guisados semelhantes à tangia) que se instalaram com berberes em San Antonio, Texas, no século XVII.